# Valvopatia
Valvopatias ou valvulopatias é a designação de um conjunto de doenças que se relacionam com as válvulas cardíacas. 
Os defeitos valvares são basicamente:
- insuficiências - quando a valvula não se fecha adequadamente no momento correto permitindo o refluxo de sangue no sentido inverso ao fisiológico.
- estenoses - quando a valvula oferece resistência ao fluxo que se faz no sentido habitual

As doenças valvulares podem apresentar-se já ao nascimento ao que recebem a denominação de congênitas. Uma das principais causas de valvulopatias adquiridas durante a vida é a febre reumática.
O sopro cardíaco, som característico detectado à ausculta cardíaca que é ocasionado por um fluxo sanguíneo turbilhonar, é um dos sinais mais comuns ao exame físico de um paciente portador de uma valvopatia.